# Myrbärtjärnen (Hällesjö socken, Jämtland)
Myrbärtjärnen är en sjö i Bräcke kommun i Jämtland och ingår i Ljungans huvudavrinningsområde.